# Grundy Center
Grundy Center è una città degli Stati Uniti d'America, situata nello Stato dell'Iowa, nella Contea di Grundy, della quale è il capoluogo.